# Стелпе
Стелпе (латыш. Stelpe) — населённый пункт в Вецумниекском крае Латвии. Административный центр Стелпской волости. Находится на реке Миса у перекрёстка региональных автодорог P92 (Иецава — Стелпе) и P89 (Кекава — Скайсткалне). Расстояние до города Бауска составляет около 29 км. По данным на 2015 год, в населённом пункте проживало 294 человека.

## История
В советское время населённый пункт был центром Стелпского сельсовета Бауского района. В селе располагался колхоз «Стелпе».
Есть волостное правление, начальная школа, несколько магазинов, практика семейного врача, библиотека, почтовое отделение, мототрек «Pīlādžu».